# Наталія Тарасенко
Наталія Віталіївна Тарасенко (творчий псевдонім Missa Tan) — українська художниця, ілюстраторка і коміксистка. Створює авторські графічні історії у форматах мальопису, коміксу та графічного роману. Її творчість поєднує елементи поезії, психологічної глибини, міської магії та метафізики. Роботи були представлені на міжнародних виставках у Польщі та Нідерландах.

## Біографія
Народилася 22 липня 1998 року у Львові. Навчалася у Львівському професійному художньому училищі, де здобула фах живописця. Згодом отримала ступінь бакалавра графічного дизайну у Львівській національній академії мистецтв. Працювала у видавництвах як дизайнерка та ілюстраторка.

## Творчість
Наталія Тарасенко є авторкою та художницею таких графічних історій:
- Дитя всесвіту (2021) — авторська манґа, створена у 2021 році. Історія розповідає про міфічні народи та громади, що живуть за усталеними стандартами й вірять, що гармонія має залишатися сплячою. Через крихітний відрізок часу, у якому вони існують, їм важко збагнути можливість змін. Твір досліджує руйнування віроструктур, процес пізнання себе та природу самої Гармонії — чи є вона справжньою богинею, чи просто образом з навішаними ярликами, а також глибини емоцій і самоідентифікації.

- Академія Самопізнання (2023) — графічна історія, події якої відбуваються у тому ж всесвіті, що й Дитя всесвіту. Випущений лише пролог. Історія розповідає про Юмі — дівчину, яка дуже любить читати. Єдиний спосіб читати більше, ніж вдома, — вступити до Академії Самопізнання, де вона отримує особливу Книгу — інтерпретацію свого внутрішнього світу і характеру. Протягом навчання Юмі працює з цією книгою, проходячи метафоричний процес самопізнання та внутрішньої трансформації.

- Правду знають тільки речі (2023) — експериментальний арт-об’єкт із елементами коміксу, що поєднує візуальні образи, поезію, рукописні цитати та графічні фрагменти. У виданні нитка виступає як метафора думки, що веде читача крізь простір внутрішнього діалогу, зцілення й правди.

## Спільні проєкти
- Ґудзи-мудзи. Королева Країни загублених ґудзиків — ілюстрований комікс, створений у співавторстві з Ланою Ра (Світлана Конощук). Комікс намальований Наталією Тарасенко у 2021 році на основі казки Лани Ра. Виданий у 2023 році видавництвом UA Comix. Історія розповідає про хлопчика, який потрапляє до чарівної країни загублених ґудзиків, де розгортається його фантастична пригода.

## Участь у виданнях
У 2022—2023 роках Наталія Тарасенко була ілюстраторкою в журналі соціальних мальописів INKER, що виходить у межах соціальних проєктів видавництва UA Comix. У рамках цього журналу працювала над ілюструванням наступних історій:
- Дорога в пекло і назад[1]
- Куля в серці
- Я був у Оленівці
- Зцілення коханням
- Як я стала Госпітальєркою

У 2024 році взяла участь у створенні колективного артбуку Коробки і рими — антології жіночої волонтерської поезії, представленої у форматі мальопису. Видання реалізовано за ініціативи YMCA Lviv за підтримки UN Women та Жіночого фонду миру та гуманітарної допомоги ООН (WPHF). У артбуці Наталія Тарасенко виступила як художниця, створивши ілюстрації до віршів українських волонтерок.

## Міжнародні виставки
- 2022, Польща: Fight with Art — виставковий проєкт у партнерстві з FestivALT та Muzeum Komiksu (Краків). Представлено сучасне українське мистецтво у форматі коміксу в умовах війни.[3]
- 2022, Нідерланди: Framing the War / War in Ukraine through the Eyes of Artists — виставка в Sound and Vision Media Museum (Гаага), в якій представлено роботи з проєкту UA Comix, що зображають події російсько-української війни через мистецьку призму.[4]
- Експозиції також були представлені в Посольство України в Нідерландах та Міністерство фінансів Нідерландів.

## Освіта
- Львівське професійне художнє училище
- Львівська національна академія мистецтв (бакалавр графічного дизайну)

## Міжнародне визнання
У 2023 році цифровий принт Наталії «Ukraine» був представлений на міжнародному онлайн-аукціоні OneBid у Польщі. В описі лоту згадано її як авторку манга-коміксу Child of the Universe та дизайнерку анімацій.
Цифровий принт «Ukraine» 2022 року доступний для перегляду на платформі аукціону OneBid.